# Мейнленд (Шетландские острова)
Ме́йнленд (англ. Mainland) — крупнейший по площади, «главный» остров Шетландского архипелага на севере Шотландии.

## География

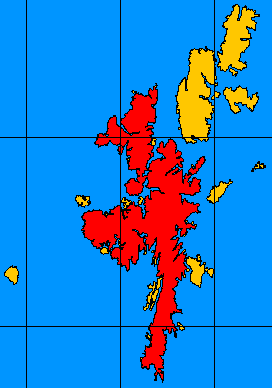
Карта острова Мейнленд

Площадь острова составляет 970 км². Наивысшая точка — гора Ронас-Хилл, 450 м над уровнем моря.
Через южную часть острова проходит 60-я параллель северной широты.

### Береговая линия
Омывается на востоке Северным морем, на западе Атлантическим океаном. В северный берег острова глубоко врезана бухта Саллом-Во, в западный берег — залив Сент-Магнус, в южный берег — бухта Пул-оф-Вирки. Крутые берега из темно-серых скал со множеством выдолбленных водой гротов и пещер придают острову Мейнленд суровый вид. От острова Йелл Мейнленд отделён проливом Йелл-Саунд.

### Вершины
- Ронас-Хилл, 450 метров над уровнем моря.
- Ройл-Филд, 293 метра.
- Скалла-Филд, 281 метр.
- Сэнднесс-Хилл, 249 метров.

### Полуострова
Южную часть острова образует полуостров, к югу завершающийся мысами Самборо-Хед и Несс-оф-Берджи. Северо-западную часть острова образует полуостров Нортмейвин, соединённый с остальной частью острова узким перешейком Мейвис-Гринд.

### Соседние острова

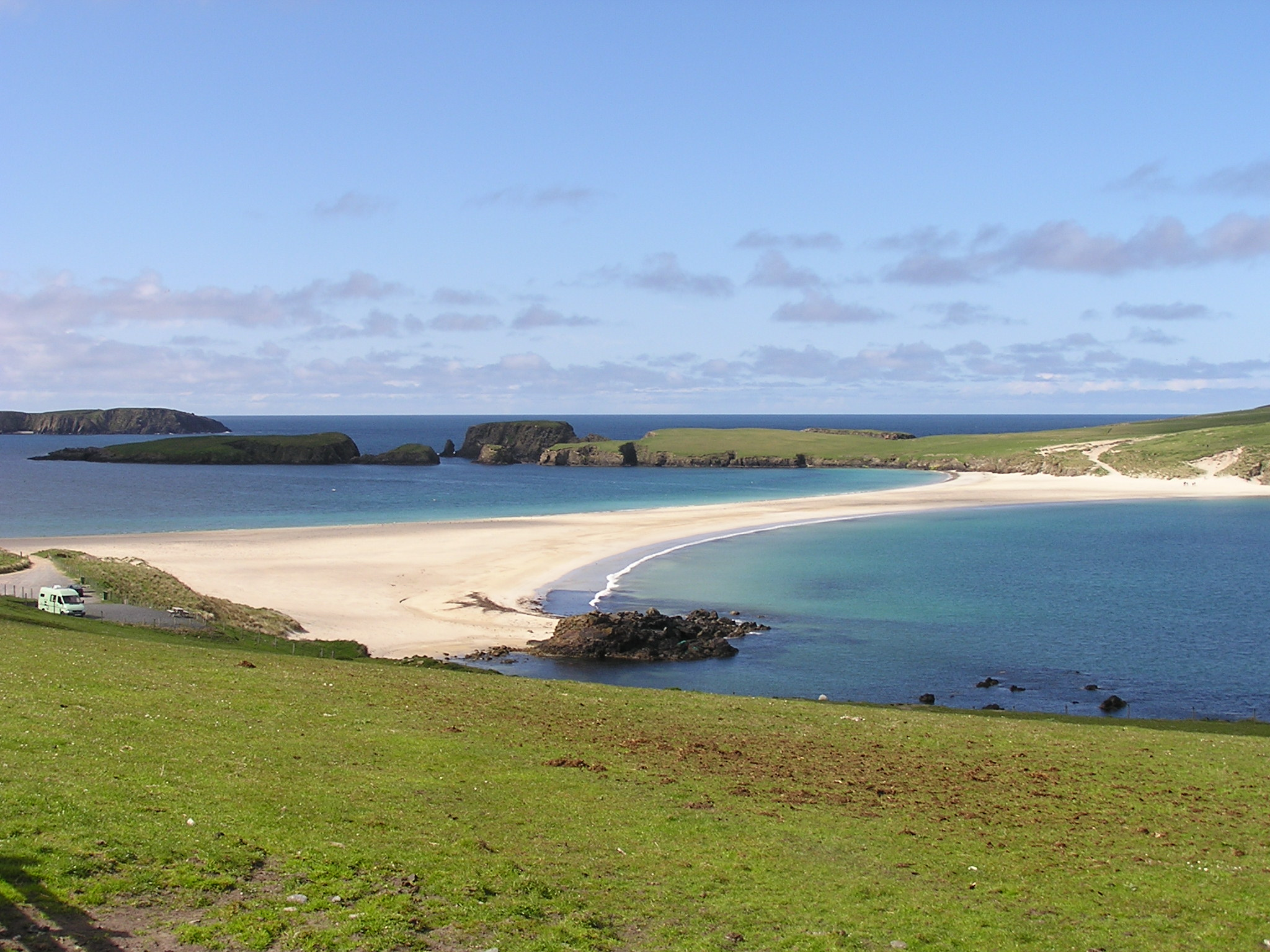
Томболо соединяет Мейнленд с островом Сент-Ниниенс

Окружён множеством небольших островов. С островом Сент-Ниниенс соединён томболо. С островами Макл-Ро и Трондра соединён мостами. Через остров Трондра в свою очередь соединён мостами с островами Ист-Берра и Уэст-Берра.

### Озёра
- Лох-оф-Броу
- Лох-оф-Гёлста
- Лох-оф-Кликимин
- Лох-оф-Спигги
- Лох-оф-Тингуолл

## Население
На острове проживают 18 765 человек (2013 год), при средней плотности населения 19 чел./км². Крупнейший населённый пункт — Леруик (более 9 тыс. человек).

### Населённые пункты
| - Бигтон - Бикстер - Биллистер - Боддам - Брей - Бреттабистер - Видлин - Винсгарт - Грутнесс - Грютинг - Каннингсборо - Клоуста - Куарфф - Лаксо - Леруик (более 9 тысяч человек) - Ливенуик - Моссбанк - Норт-Ро - Оллаберри | - Самборо - Силуик - Скалловей (812 человек, 2001 год) - Стейнидейл - Сэнднесс - Сэндуик - Тоаб - Тофт - Туатт - Уайтнесс - Уолс - Уэст-Берраферт - Уэстерфилд - Ферт - Фристер - Хиллсуик - Эйт - Эйтсеттер - Экснабо |

## Экономика
В северной части острова расположен терминал «Саллом-Во», куда поступает нефть, добытая в Северном море.
В центре острова идёт строительство ветряной электростанции «Viking Wind Farm», 103 турбины. Электростанцию планируется построить к 2018 году.

## Транспорт

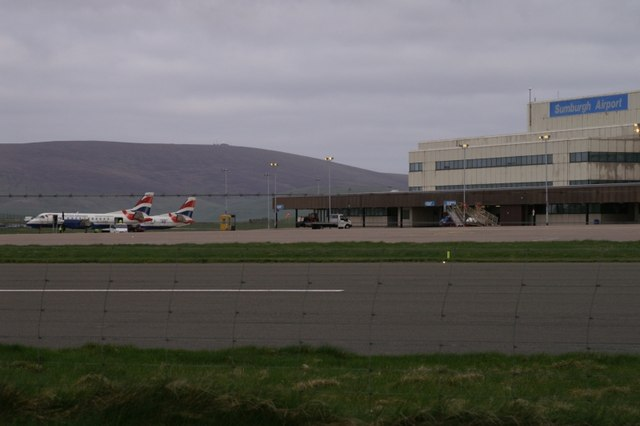
Аэропорт Самборо

### Аэропорты
Аэропорты — Самборо, Скатста и Тингуолл.

### Паромы
Паромы компании «NorthLink Ferries» связывают Леруик с Абердином в основной части Шотландии и Керкуоллом на Оркнейских островах.
Внутри архипелага Мейнленд связан с соседними островами паромами компаний «Shetland Islands Council Ferries» и «BK Marine»:
- Тофт — Улста, остров Йелл.
- Видлин — группа островов Аут-Скеррис.
- Видлин — Симбистер, остров Уолси.
- Лаксо — Симбистер, остров Уолси.
- Уэст-Берраферт — остров Папа-Стур.
- Уолс — остров Фула.
- Леруик — группа островов Аут-Скеррис.
- Леруик — остров Брессей.
- Леруик — остров Фэр-Айл.
- Грутнесс — остров Фэр-Айл.

### Автодороги
Автодорога «A970» пересекает остров в направлении с севера на юг от деревни Норт-Ро до аэропорта Самборо. От деревни Хиллсайд в северном направлении в деревню Тофт и через две паромные переправы на остров Анст ведёт дорога «A968».

## Политика
Остров управляется советом Шетландских островов, состоящим из 22 депутатов, избранных в 7 округах.

## Культура
На острове жил скрипач и композитор Том Андерсон (1910—1991).

## Достопримечательности

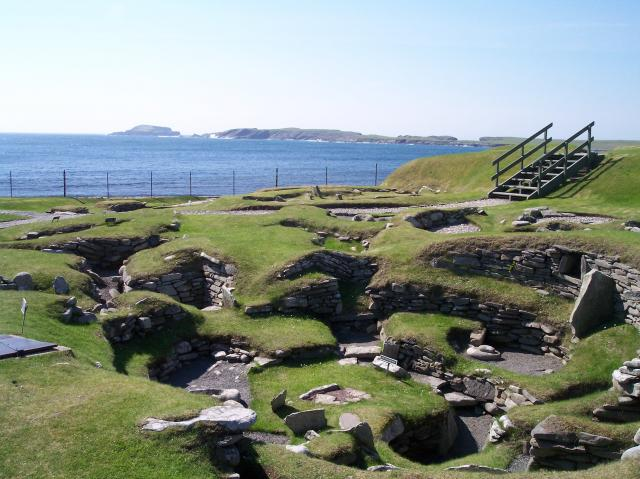
Ярлсхоф.

- Ярлсхоф — доисторический памятник III тыс. до н. э. Вместе с расположенным неподалёку памятником Олд-Скатнесс и островом Мауса с его брохом составляет объект, в 2012 году объявленный официальным кандидатом на включение в список всемирного наследия ЮНЕСКО Mousa, Old Scatness and Jarlshof: the Zenith of Iron Age Shetland[англ.][8].
- Замок Скалловей построен в 1600 году Патриком Стюартом, 2-м графом Оркнейским в деревне Скалловей. В 1971 году включён в список архитектурных памятников категории «A»[9].
- Форт Шарлотт в Леруике построен в 1665—1667 годах Робертом Милном во время Второй англо-голландской войны. В 1971 году включён в список архитектурных памятников категории «A»[10].
- Олд-Хаа-оф-Скалловей — усадьба 1750 года постройки. В 1974 году включена в список архитектурных памятников категории «A»[11].
- Хаа-оф-Сэнд — усадьба 1754 года постройки. В 1971 году включена в список архитектурных памятников категории «A»[12].

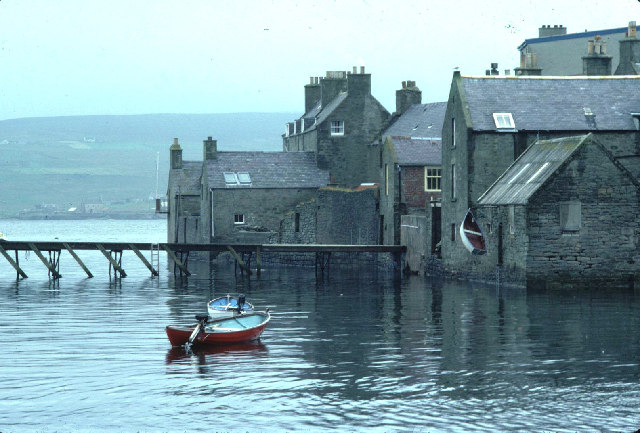
Лодберри.

- Лодберри — группа жилых и коммерческих помещений на берегу бухты в Леруике, построена в конце XVIII века. В 1971 году включена в список архитектурных памятников категории «A»[13].

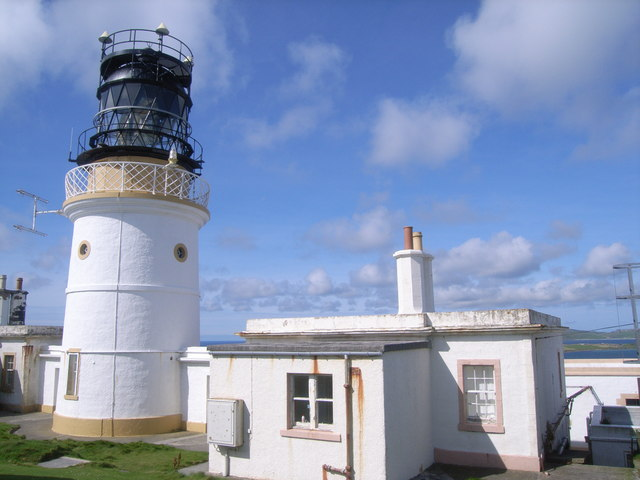
Маяк на мысе Самборо-Хед.

- Маяк на мысе Самборо-Хед в южной части острова построен в 1821 году инженером Робертом Стивенсоном. В 1977 году маяк и окружающие его постройки включены в список архитектурных памятников категории «A»[14].
- Куиндейл-Милл — водяная мельница 1867 года постройки. В 1977 году включена в список архитектурных памятников категории «A»[15].